# Karl von Gemmingen (1804–1885)

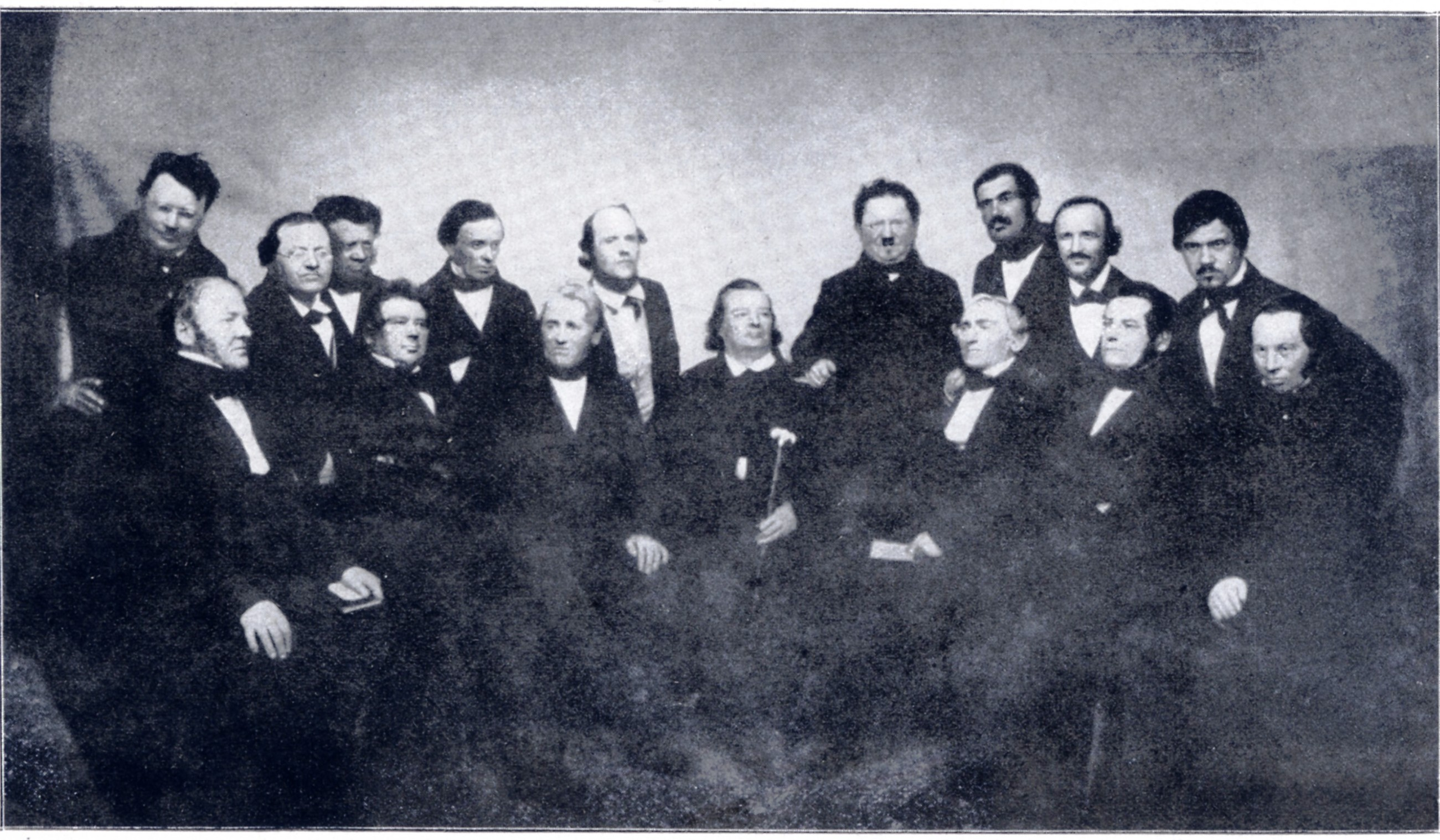
Karl von Gemmingen (dritte sitzende Person von links) 1855 im Kreise der Gräßle-Gesellschaft

Friedrich Franz Karl Dietrich von Gemmingen (* 16. Februar 1804 in Stuttgart; † 13. Juni 1885 ebenda) war Oberamtsrichter in Gaildorf und Heilbronn. Aufgrund seiner bürgerfreundlichen Gesinnung und seines segensreichen Wirkens als Richter wurde er 1866 zum vierten Ehrenbürger von Heilbronn ernannt.

## Leben
Er entstammte dem 2. Unterzweig (Stuttgart) des Zweigs Guttenberg/Fürfeld der Familie der Freiherren von Gemmingen-Guttenberg und war der Sohn des Karl Ludwig Dietrich von Gemmingen (1772–1825) und der Henriette von Berlichingen (1782–1862). Er besuchte das Obergymnasium in Stuttgart. Dort logierte er gemeinsam mit Philipp Sicherer bei Christian Gottlieb Hölder. Mit Sicherer wechselte er 1821 zum Studium nach Tübingen und blieb diesem auch später verbunden. Sein Studium schloss er in Heidelberg ab. Nach seinen Dienstprüfungen wurde er 1827 Gerichtsaktuar in Besigheim. 1828/29 führte ihn eine ausgedehnte wissenschaftliche Reise nach Frankreich, Belgien und Dänemark. 1835 war er Gerichtsaktuar in Esslingen. 1839 wurde er Oberamtsgerichtsverweser in Gaildorf, 1840 dort Oberamtsrichter. 1850 wechselte er als Oberamtsrichter nach Heilbronn. Dort gehörte er der von seinem Studienfreund Sicherer gegründeten Gräßle-Gesellschaft an. 1862 wurde er mit dem Ritterkreuz des Friedrichs-Ordens ausgezeichnet. 1866 trat er in den Ruhestand. Im selben Jahr wurde er zum Ehrenbürger von Heilbronn ernannt. Seinen Ruhestand verlebte er in Stuttgart, wo er 1885 verstarb.
Außer durch sein Wirken als Oberamtsrichter ist er vor allem durch Stiftungen in Fürfeld, dem Stammsitz seiner Familienlinie, in Erinnerung geblieben. 1847 stiftete er dort 1000 Gulden zur Unterstützung der Armen sowie 250 Gulden für die Ausgabe von Bibeln, 1857 ließ er der Industrieschule 50 Gulden zukommen. Für die 1871/73 erbaute Evangelische Kirche Fürfeld stiftete er gemeinsam mit seinem Bruder Franz (1809–1882) und seinem in Kirchheim tätigen Vetter Ernst von Gemmingen (1816–1876) ein Glasgemälde für das Chorfenster, eine silberne Abendmahlskanne und ein Drahtgitter zum Schutz des Glasfensters.

## Familie
Er war ab 1835 verheiratet mit Beatrix von Fahnenberg (1812–1898). Von sechs gemeinsamen Kindern erreichten nur die Tochter Henriette und die Söhne Alexander und Alfred das Erwachsenenalter. Alfred starb 20-jährig an einem Herzleiden.
Nachkommen:
- Karl Ludwig Dietrich (1836–1837)
- Alexander Franz Dietrich (1838–1913) ⚭ Hedwig von Degenfeld-Neuhaus (1845–1903)
- Elise Henriette (1841–1844)
- Wilhelm (1842–1843)
- Henriette Sophie Amalie (* 1845) ⚭ Albert von Üxküll-Gyllenband
- Alfred Karl Franz (1848–1868)